# Spilanthes
Genre
Spilanthes est un genre de plante à fleurs de la famille des Asteraceae.

## Liste d'espèces
Selon BioLib (7 août 2017) :
- Spilanthes acmella (L.) L.
- Spilanthes oleracea L.
- Spilanthes urens Jacq.

Selon Catalogue of Life (7 août 2017) :
- Spilanthes anactina F.Müll.
- Spilanthes costata Benth.
- Spilanthes ghoshinis Sheela
- Spilanthes langbianensis (Gagnepain) T.F.Stuessy
- Spilanthes leiocarpa DC.
- Spilanthes nervosa Chod.
- Spilanthes paraguayensis R.K. Jansen
- Spilanthes urens Jacq.
- Spilanthes vazhachalensis Sheela

Selon ITIS (7 août 2017) :
- Spilanthes acmella (L.) L.
- Spilanthes oleracea L.
- Spilanthes urens Jacq.

Selon NCBI (7 août 2017) :
- Spilanthes iabadicensis
- Spilanthes nervosa
- Spilanthes paniculata
- Spilanthes urens

Selon The Plant List (7 août 2017) :
- Spilanthes acmella (L.) L.
- Spilanthes anactina F.Muell.
- Spilanthes beccabunga DC.
- Spilanthes bicolor (DC.) Benth. & Hook.f. ex Hemsl.
- Spilanthes callimorpha A.H.Moore
- Spilanthes charitopis A.H.Moore
- Spilanthes cocuyensis Cuatrec.
- Spilanthes commutata K.Koch
- Spilanthes costata Benth.
- Spilanthes disciformis B.L.Rob.
- Spilanthes iabadicensis A.H.Moore
- Spilanthes insipida Jacq.
- Spilanthes intermedia (Rich.) DeCandolle
- Spilanthes lateraliflora Klatt
- Spilanthes lehmanniana Klatt
- Spilanthes leiocarpa DC.
- Spilanthes leucantha Kunth
- Spilanthes mandonii Sch.Bip.
- Spilanthes mauritiana (A.Rich. ex Pers.) DC.
- Spilanthes montana Britton & S.F.Blake
- Spilanthes nervosa Chodat
- Spilanthes ocymifolia (Lam.) A.H.Moore
- Spilanthes orizabaensis (Sch.Bip.) Sch.Bip. ex Klatt
- Spilanthes ovata Merr.
- Spilanthes papposa Hemsl.
- Spilanthes paraguayensis R.K.Jansen
- Spilanthes pauciceps (Griseb.) S.F.Blake
- Spilanthes pilosa R.K.Jansen
- Spilanthes portoricensis Spreng.
- Spilanthes salzmannii DC.
- Spilanthes sartorii Sch.Bip. ex Klatt
- Spilanthes sessilis Poepp. & Endl.
- Spilanthes subhirsuta DC.
- Spilanthes urens Jacq.

Selon Tropicos (7 août 2017) (Attention liste brute contenant possiblement des synonymes) :
- Spilanthes abyssinica Schultz-Bipontinus ex A. Richard
- Spilanthes acmella (L.) L.
- Spilanthes affinis Hook. & Arn.
- Spilanthes africana DC.
- Spilanthes alba L'Hér.
- Spilanthes alpestris Griseb.
- Spilanthes amaurus Sessé & Moc.
- Spilanthes anactina F. Muell.
- Spilanthes arborea (J.R. Forst. & G. Forst.) G. Forst.
- Spilanthes arnicoides DC.
- Spilanthes arrayana Gardner
- Spilanthes atriplicifolius (L.) L.
- Spilanthes barinensis Aristeg.
- Spilanthes beccabunga DC.
- Spilanthes bellidioides (Sm.) Cabrera
- Spilanthes bicolor (DC.) Benth. & Hook. f. ex Hemsl.
- Spilanthes blepharicarpa DC.
- Spilanthes botterii S. Watson
- Spilanthes brasiliensis Spreng.
- Spilanthes caespitosa DC.
- Spilanthes callimorpha A.H. Moore
- Spilanthes calva DC.
- Spilanthes caulirhiza (Delile) DC.
- Spilanthes chamecaula A.H. Moore
- Spilanthes charitopis A.H. Moore
- Spilanthes ciliata Kunth
- Spilanthes cocuyensis Cuatrec.
- Spilanthes commutata K. Koch
- Spilanthes cordifolia Rojas
- Spilanthes cormybosus Sessé & Moc.
- Spilanthes costata Benth.
- Spilanthes crocata (Cav.) Sims
- Spilanthes darwinii D.M. Porter
- Spilanthes debilis Kunth
- Spilanthes decumbens (Sm.) A.H. Moore
- Spilanthes diffusa Poepp.
- Spilanthes disciformis B.L. Rob.
- Spilanthes doronicoides DC.
- Spilanthes ecliptoides Gardner
- Spilanthes eggersii Hieron.
- Spilanthes eurycarena A.H. Moore
- Spilanthes exasperata Jacq.
- Spilanthes filicaulis (Schumach. & Thonn.) C.D. Adams
- Spilanthes filipes Greenm.
- Spilanthes fimbriata Kunth
- Spilanthes fusca Lam.
- Spilanthes glaberrima Hassl.
- Spilanthes grandiflora Turcz.
- Spilanthes grandifolia Miq.
- Spilanthes grandis DC.
- Spilanthes gresia A.H. Moore
- Spilanthes grisea (Chodat) A.H. Moore
- Spilanthes helenioides Hook. & Arn.
- Spilanthes heliantiflorus Sessé & Moc.
- Spilanthes heterophyllus Sessé & Moc.
- Spilanthes hirta (Lag.) Steud.
- Spilanthes iabadicensis A.H. Moore
- Spilanthes insipida Jacq.
- Spilanthes intermedia (Rich.) DC.
- Spilanthes iodiscaea A.H. Moore
- Spilanthes iolepis A.H. Moore
- Spilanthes javanica Schultz-Bipontinus ex Miquel
- Spilanthes karvinskiana DC.
- Spilanthes lanceolata León
- Spilanthes langbianensis (Gagnep.) Stuessy
- Spilanthes lateraliflora Klatt
- Spilanthes lehmanniana Klatt
- Spilanthes leiocarpa DC.
- Spilanthes leptophylla DC.
- Spilanthes leucantha Kunth
- Spilanthes leucophaea Sch. Bip. ex Klatt
- Spilanthes limonica A.H. Moore
- Spilanthes litoralis Sessé & Moc.
- Spilanthes lobata Blanco
- Spilanthes longifolia DC.
- Spilanthes lundii DC.
- Spilanthes macraei Hook. & Arn.
- Spilanthes macroglossa F. Muell.
- Spilanthes macrophylla Greenm.
- Spilanthes macropoda DC.
- Spilanthes mandonii Sch. Bip.
- Spilanthes mariannae DC.
- Spilanthes mauritiana (A. Rich. ex Pers.) DC.
- Spilanthes melampodioides Gardner
- Spilanthes micralloeophylla A.H. Moore
- Spilanthes montana Britton & S.F. Blake
- Spilanthes muticus Sessé & Moc.
- Spilanthes nervosa Chodat
- Spilanthes nitida La Llave
- Spilanthes nuttallii Torr. & A. Gray
- Spilanthes occidentalis Sessé & Moc.
- Spilanthes ocoxihuitl Sessé & Moc.
- Spilanthes ocymifolia (Lam.) A.H. Moore
- Spilanthes oleracea L.
- Spilanthes oppositifolia (Lam.) D'Arcy
- Spilanthes orizabaensis Sch. Bip. ex Klatt
- Spilanthes ovata Merrill
- Spilanthes palustris M.E. Jones
- Spilanthes pammicrophylla A.H. Moore
- Spilanthes paniculata Wall. ex DC.
- Spilanthes papposa Hemsl.
- Spilanthes paraguayensis R.K. Jansen
- Spilanthes parvifolia Benth.
- Spilanthes pauciceps (Griseb.) S.F. Blake
- Spilanthes peregrina Blanco
- Spilanthes phaneractis (Greenm.) A.H. Moore
- Spilanthes pilosa R.K. Jansen
- Spilanthes poeppigii DC.
- Spilanthes poliolepidica A.H. Moore
- Spilanthes popayanensis Hieron.
- Spilanthes portoricensis Spreng.
- Spilanthes pseudo-gummifera J. R. Forster ex DeCandolle
- Spilanthes pseudoacmella (L.) L.
- Spilanthes pusilla Hook. & Arn.
- Spilanthes radicans Jacq.
- Spilanthes ramosa Hemsl.
- Spilanthes repens (Walter) Michx.
- Spilanthes rugosa Blume ex DeCandolle
- Spilanthes salivaria Murray
- Spilanthes salzmannii DC.
- Spilanthes sarmentosa Desv. ex Ham.
- Spilanthes sartorii Sch. Bip. ex Klatt
- Spilanthes sessilifolia Hemsl.
- Spilanthes sessilis Poepp.
- Spilanthes sinuatus Sessé & Moc.
- Spilanthes sodiroi Hieron.
- Spilanthes sphaerocephala DC.
- Spilanthes squarrosus Sessé & Moc.
- Spilanthes stenophylla Hook. & Arn.
- Spilanthes stolonifera
- Spilanthes suberosus Sessé & Moc.
- Spilanthes subhirsuta DC.
- Spilanthes tenella Kunth
- Spilanthes tetrandra Roxb.
- Spilanthes tinctorius Lour.
- Spilanthes uliginosa Sw.
- Spilanthes uniflorus Sessé & Moc.
- Spilanthes urens Jacq.
- Spilanthes volubilis Sessé & Moc.
- Spilanthes wedelioides Hook. & Arn.